# Bristol Museum & Art Gallery
Il Bristol Museum & Art Gallery è un museo britannico con annessa pinacoteca sito a Clifton, sobborgo di Bristol (Inghilterra).
Nell'ambito della cultura di Bristol, è gestito dal Bristol City Council, l'entità amministrativa municipale della città, visitabile senza biglietto d'ingresso. Detiene lo status di designated museum (museo designato), concesso dal governo nazionale per tutelare i musei di spicco. Le collezioni disegnate includono: geologia, arte orientale e storia di Bristol, comprese le ceramiche di Delft di produzione inglese. Nel gennaio 2012 è diventato uno dei sedici partner principali dell'Arts Council England Major Partner Museums.
Il museo comprende sezioni di storia naturale e archeologia locale, nazionale e internazionale. La pinacoteca contiene opere di tutti i periodi, molte di artisti di fama internazionale, nonché una collezione di dipinti moderni di Bristol.
Nell'estate del 2009, il museo ha ospitato una mostra di Banksy con oltre 70 opere d'arte, tra cui animatroni (pupazzi meccanici) e installazioni, che al 2019 risulta la più grande mostra finora allestita. Venne sviluppata in segreto e senza anticiparne la pubblicità, ma presto ha acquisito notorietà in tutto il mondo.
L'edificio che lo ospita è in stile barocco edoardiano ed è stato designato dall'English Heritage come monumento classificato (listed building) di grade II*.

## Storia
Le origini del Museum & Art Gallery di Bristol risiedono nella fondazione, nel 1823, del Bristol Institution for the Advancement of Science and Art, con cui condivide i locali nella parte inferiore di Park Street (a 100 iarde (91 m) più a valle rispetto al sito attuale) la Bristol Literary and Philosophical Society di qualche anno precedente. L'edificio in architettura neoclassica è venne da sir Charles Robert Cockerell (1788-1863), che in seguito avrebbe completato il Fitzwilliam Museum di Cambridge e costruito la Saint George's Hall a Liverpool, e in seguito fu utilizzata come sala riunioni della locale massoneria.
Nell'aprile 1871 la Bristol Institution si fuse con la Bristol Library Society e il 1º aprile 1872 un nuovo edificio destinato ad accogliere un museo e una biblioteca realizzato in gotico veneziano venne aperto in cima a Park Street. Il contratto di locazione dell'edificio accanto, l'ex Bishop's College, che era stato la sede della Library Society dal 1855, passò alla locale unità di riservisti dell'esercito, la cui sala di esercitazione era situata dietro di essa; divenne il Victoria (in seguito Salisbury) Club e un ristorante. Il vecchio edificio istituzionale fu venduto ai massoni. Sebbene il nuovo edificio fu ampliato nel 1877, nel 1890 la Museum and Library Association aveva grossi problemi finanziari, persino incapace di pagare il suo curatore, Edward Wilson (1848-1898). I negoziati con la corporazione cittadina culminarono nel trasferimento dell'intera organizzazione e dei locali alla Bristol city corporation il 31 maggio 1894. Wilson, questa volta adeguatamente retribuito, ne rimase curatore fino alla sua morte.
Tuttavia, nel giugno del 1899 il sito del Salisbury Club fu offerto in vendita alla città; il barone del tabacco, sir William Henry Wills (1830-1911, in seguito Lord Winterstoke), decise di offrire 10 000 sterline per aiutare ad acquistare il sito e costruì la nuova City Art Gallery. Progettata da Frederick Wills, in stile barocco edoardiano, la nuova costruzione, che venne iniziata nel 1901 e aprì nel febbraio del 1905, è caratterizzata da una pianta rettangolare aperta in due sezioni, ciascuna composta da una grande sala con tetti di vetro in una volta a botte, separata da una doppia scalinata. L'edificio include un museo archeologico che, come era stato deciso durante la fase di pianificazione, incorporò i reperti assiri, egiziani, greci e romani, in quanto si preferì fossero raggruppati con le gallerie d'arte nella nuova struttura piuttosto di rimanere accanto alle collezioni di storia naturale rimaste nel vecchio edificio. È interessante notare che gli strumenti di pietra hanno continuato a risiedere con le raccolte di geologia nella storia naturale. Tuttavia, più spazio divenne disponibile per le mostre museali quando la Bristol Central Library (la biblioteca centrale) fu spostata giù dalla collina dal College Green nel 1906. Le stanze libere furono ricostruite e destinate a esporre gallerie di invertebrati e, in generale, di biologia.
Nel 1913, la sala di esercitazione dei riservisti dell'esercito, che ora si trovava tra la parte posteriore dell'Art Gallery e l'Università di Bristol, fu acquistata dalle due istituzioni, tre quinti del complesso caduto al Museum and Art Gallery, il resto all'università. Lo scoppio della prima guerra mondiale, nel 1914, mise però fine a qualsiasi pianificazione per la costruzione di nuovi edifici; infatti, la Upper Museum Room (sala superiore), destinata alla geologia, fu eliminata nel 1916 per diventare una Soldiers Room (Sala dei soldati) per intrattenere i convalescenti mentre la Sala egizia "serviva per la lettura e la scrittura e per la consegna di dimostrazioni speciali". Tuttavia, dopo essere stato utilizzato come deposito per oltre un decennio, è stato possibile demolire la Drill Hall per consentire un'estensione posteriore della Art Gallery. La modifica fu finanziata da sir George Alfred Wills (1854-1928, cugino di Lord Winterstoke) e completata nel 1930.
L'edificio del Museo "1872-77" venne distrutto da un incendio a seguito di una bomba aeronautica lanciata dalla tedesca Luftwaffe nella notte tra il 24 e il 25 novembre 1940, durante il Bristol Blitz, bombardamento che causò la perdita di circa 17 000 reperti di storia naturale. Anche l'estensione della Art Gallery del 1930 fu colpita, ma fortunatamente sfuggì alla conflagrazione, sebbene la struttura fosse gravemente danneggiata dall'esplosione. Tuttavia, la Art Gallery ha parzialmente riaperto nel febbraio del 1941, ora ospita anche parte del materiale superstite del Museo su base "temporanea". Sebbene ora ospitato nello stesso edificio, dall'aprile 1945, il Museum & Art Gallery furono formalmente divisi in istituzioni separate, con il piano inferiore che ospita il museo mentre i piani superiori la galleria d'arte. Nell'ambito di questa ristrutturazione, le raccolte di archeologia e antropologia sono state trasferite dalla galleria d'arte al museo.
Nel febbraio del 1947, i resti del vecchio edificio del museo (ad eccezione del teatro di lettura non danneggiato) furono venduti all'Università di Bristol: fu poi ricostruito come sala da pranzo dell'ateneo, diventando in seguito il Brown's Restaurant. La vendita dell'edificio nel 1947 rifletteva l'intenzione che presto sarebbero stati previsti nuovi locali per il museo e la galleria d'arte; la pianificazione iniziò nel 1951, ma poi si trascinò per i successivi vent'anni, durante i quali i vecchi edifici ricevettero un'attenzione minima, oltre all'inserimento di mezzanini per guadagnare spazio aggiuntivo.
Nel frattempo, sono state fatte varie proposte per nuovi edifici museali in Castle Park, nel centro di Bristol, con vista sul fiume Avon. Tuttavia, i costi cresciuti a dismisura e le difficoltà di finanziamento hanno comportato l'abbandono dei piani nel 1971 e una minore quantità di denaro è stata investita nel miglioramento dell'edificio esistente. È stato necessario un lavoro significativo, tra cui il ricablaggio, la riprogettazione degli uffici, la creazione di laboratori, la divisione e l'arredamento del seminterrato per garantire un adeguato stoccaggio delle collezioni della riserva.
Nell'estate del 2009 il museo ha ospitato una mostra di Banksy, dal titolo Banksy versus Bristol Museum (Banksy contro il museo di Bristol), che presenta oltre 70 opere d'arte, tra cui animatroni e installazioni, che al 2019 risulta la più grande mostra finora allestita. Venne sviluppata in segreto e senza anticiparne la pubblicità, guadagnando però ben presto notorietà in tutto il mondo.

## Collezioni

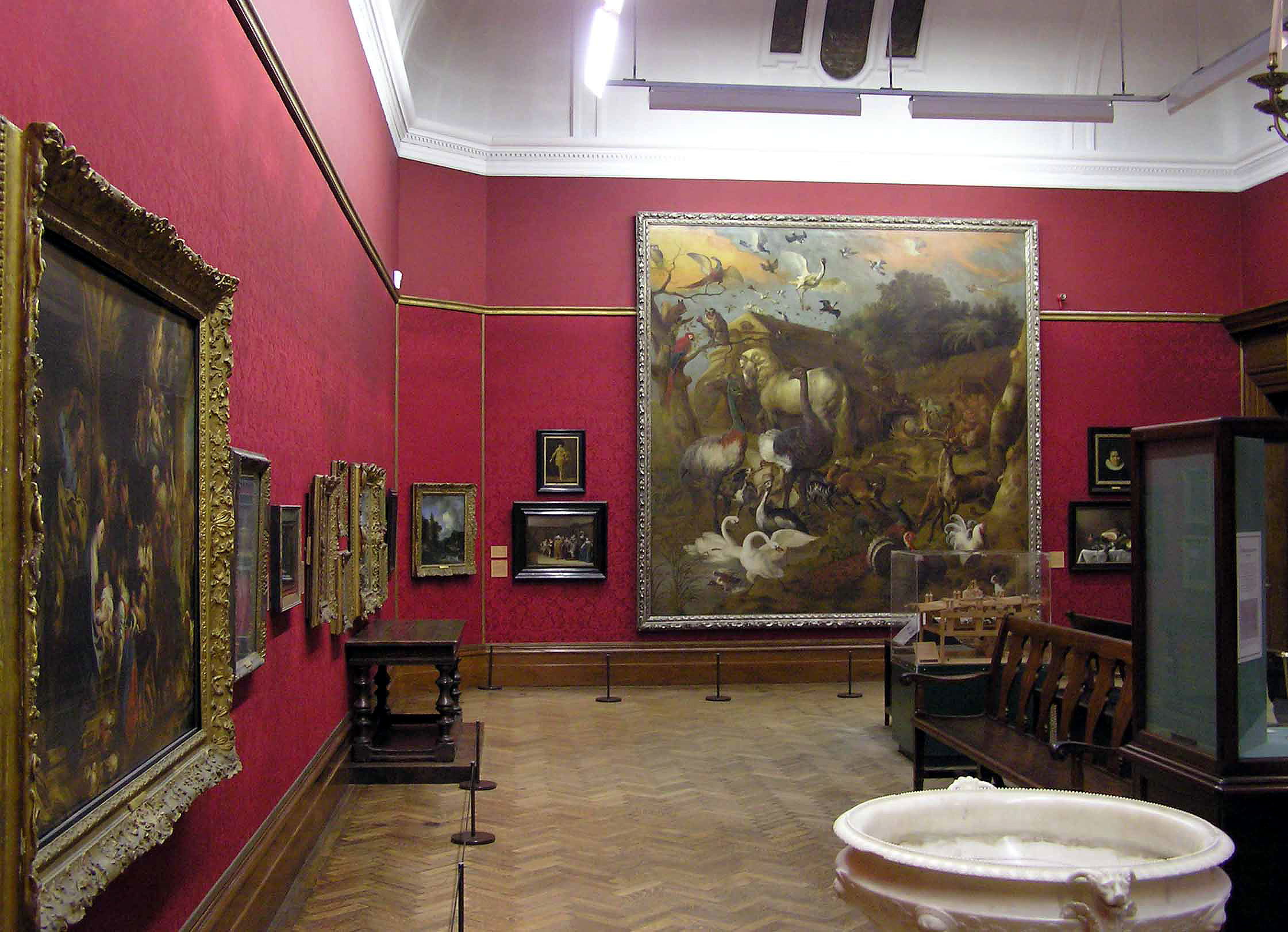
Interno della Bristol Art Gallery: la grande tela Noah's Ark (L'arca di Noè), di 4 m per lato, venne dipinta intorno al 1710 dall'artista olandese Jan Griffier I.

Oggi, le gallerie d'arte all'ultimo piano includono una collezione di arte vetraria cinese e la "collezione Schiller" di arte orientale donata da Max Schiler, l'archivista di Bristol dal 1935 al 1946 e raccolta dal fratello maggiore Ferdinando N Schiler. Contiene una gamma di ceramiche cinesi che coprono diversi periodi dinastici. Pezzi particolarmente pregiati includono un buon numero di oggetti d'arte vetrificati in bianco, azzurro e verde (Ying, Qing e Qingbai) delle dinastie Tang (618-960) e Song (960-1279). Contiene anche una collezione di vetro blu di Bristol.